# Mateusz Bobula
Mateusz Bobula (ur. 10 listopada 1990 w Jaśle) – polski szachista, mistrz międzynarodowy od 2010 roku.

## Kariera szachowa
Pierwszy medal mistrzostw Polski juniorów zdobył w roku 2001 w Kołobrzegu, zajmując III miejsce w kategorii do lat 12. Drugi raz na podium stanął w 2004 roku w Turku, gdzie zdobył srebrny medal w grupie do lat 14. W 2007 roku zdobył kolejny medal mistrzostw kraju, zajmując w Łebie III miejsce w grupie do lat 18. Oprócz tego zdobył dwa medale mistrzostw kraju juniorów w szachach szybkich (złoty – 2004, brązowy – 2003). W 2005 r. zdobył brązowy medal w Szkolnych Mistrzostwach Świata do lat 16 w Chalkidiki oraz podzielił II miejsce w Międzynarodowym Festiwalu Szachowym w Rybniku. W 2007 r. zadebiutował w finale mistrzostw Polski seniorów, zajmując w Opolu X miejsce i wypełniając normę na tytuł mistrza międzynarodowego. W 2008 r. zwyciężył (wspólnie z Kacprem Piorunem) w Rybniku (druga norma na tytuł MM) oraz zdobył w Szeged tytuł drużynowego mistrza Europy juniorów do 18 lat. Trzecią normę na tytuł mistrza międzynarodowego zdobył w 2009 r. w Rybniku (dz. I m. wspólnie z Marcinem Krzyżanowskim).
Najwyższy ranking w dotychczasowej karierze osiągnął 1 października 2007 r., z wynikiem 2423 punktów zajmował wówczas 45. miejsce wśród polskich szachistów.